# Agop Batu Tulug

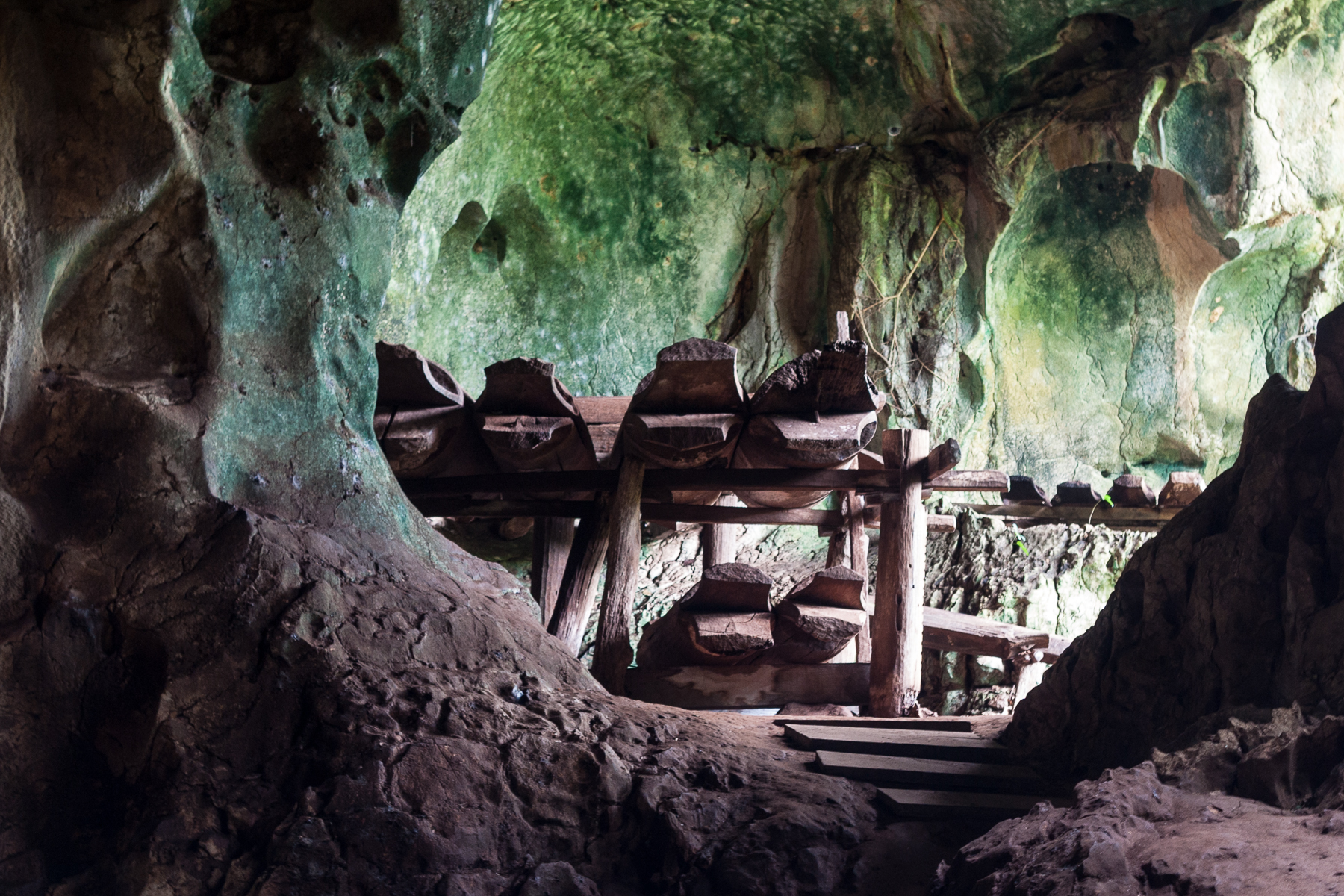
Holzsärge in der mittleren Höhle

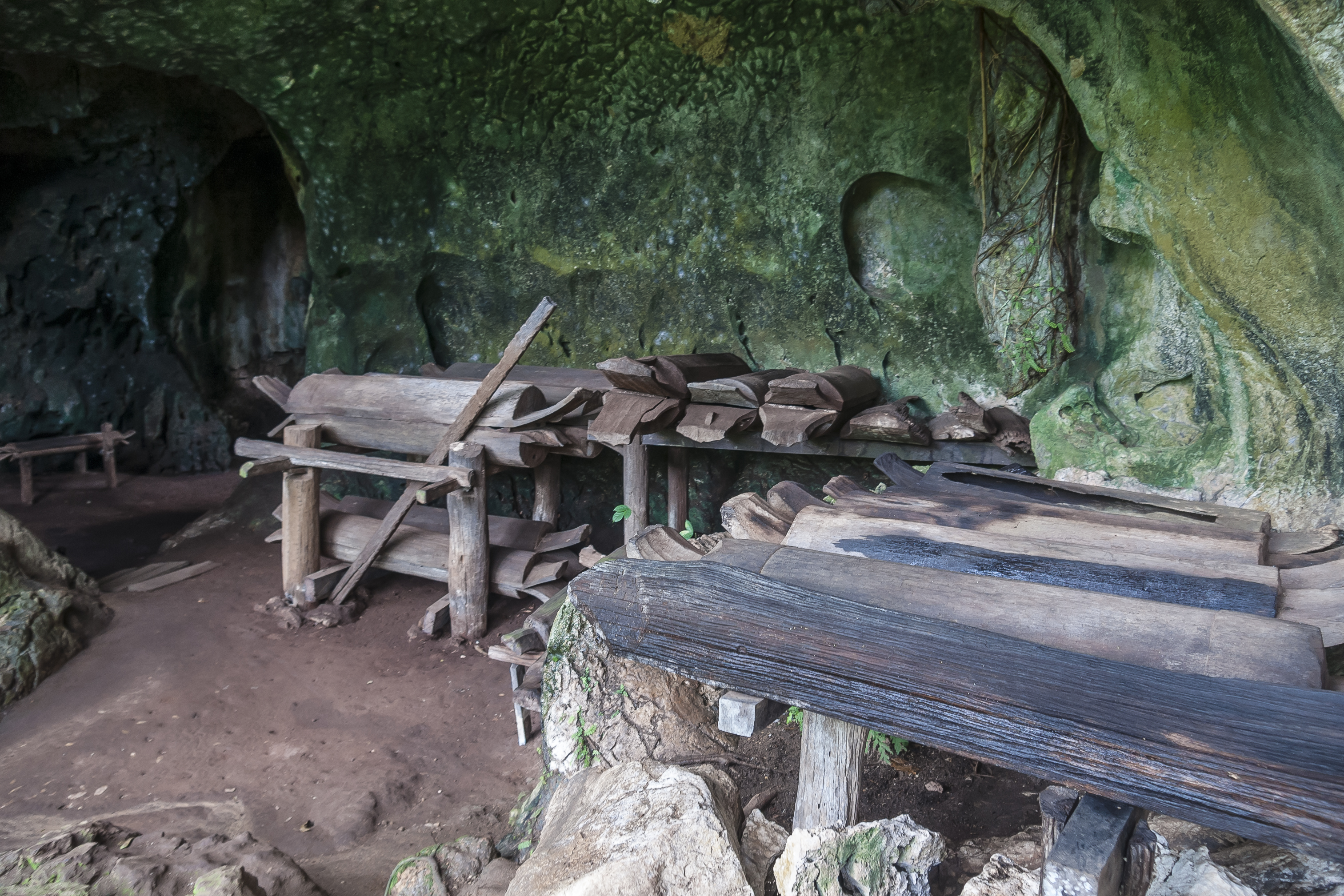
Mehrere Holzsärge in der oberen Höhle

Agop Batu Tulug (engl. Batu Tulug Caves) ist eine archäologische Stätte im malaysischen Bundesstaat Sabah und bezeichnet eine Gruppe von mehreren Höhlen in einem steil aufragenden Kalksteinfelsen im Distrikt Kinabatangan. Die Höhlen dienten vor 500 bis 900 Jahren als Begräbnisplatz und bergen etwa 125 geschnitzte Holzsärge. Agop bedeutet „Höhle“ in der Sprache der Orang Sungai und Batu ist das malaiische Wort für „Fels“. Tulug entstammt der Visayansprache und bedeutet „schlafen"“.

## Beschreibung
Die Höhlen befinden sich in einem isolierten Kalksteinfelsen nahe der Ortschaft Kg. Batu Puteh in einer markanten Flussschlinge des Sungai Kinabatangan etwa 80 Kilometer südlich von Sandakan und 41 Straßenkilometer von Kota Kinabatangan entfernt. Der bewaldete Felsen ist 39 Meter hoch und gehört zur Labang-Kalksteinformation, die vor etwa 20–25 Millionen Jahren entstanden ist. Der Fels wird Batu Tulug genannt, woraus sich auch der Name der Höhlen ableitet.
Agop Batu Tulug gliedert sich in vier Haupthöhlen, nämlich Agop Sawat (obere Höhle), Agop Lintanga (mittlere Höhle) und Agop Suriba (untere Höhle) sowie die Höhle Agop Dimunduk. Agop Sawat und Agop Lintanga wurden einstmals als Begräbnisstätte genutzt und zählen mit ihren 125 historischen Holzsärgen zum einzigartigen Kulturerbe Sabahs.
Die Särge wurden aus „Belian“ (Eusideroxylon zwageri), einem als „Eisenholz“ bekannten Tropenholz, gefertigt und mit Schnitzereien verziert, die Büffelköpfe, Krokodile, hausgeckos und Schlangen darstellen. Diese Schnitzereien spiegeln die Mythen und Legenden wider, die das Leben der frühen Bewohner am Kinabatangan prägten. So wird z. B. das Krokodil mit dem Tod und den Kräften der Finsternis in Verbindung gebracht, während der Bugangvogel, Hund, Hahn und Hirsch als die Freunde ihrer Heldengestalten auftreten. Auch die Särge selbst ähneln verschiedenen Tieren, die mit den religiösen Vorstellungen der Orang Sungai verbunden sind.
Es wird angenommen, dass diese Art der Bestattungskultur durch Händler aus China oder Vietnam nach Nordborneo mitgebracht wurde, da ähnliche Holzsärge in diesen Ländern entdeckt wurden.
Die Forschung geht davon aus, dass etwa 2.000 derartige Holzsärge im Kinabatangan-Tal verteilt sind. Weitere Fundstellen befinden sich in Ulu Segama, Lahad Datu und Tawau.

## Geschichte
Das Gelände und die Höhlen sind seit dem 6. Juli 1996 eine Außenstelle des Sabah Museums, das außer der wissenschaftlichen Betreuung der Höhlen auch für Unterhalt und Wartung der Nebeneinrichtungen wie Toiletten, Treppenbauwerke, Verwaltungsgebäude und Übernachtungshütten zuständig ist.